# What You’re Doing
«What You’re Doing» (с англ. — «Что ты делаешь») — песня группы «Битлз», написанная Полом Маккартни (авторство приписано Леннону и Маккартни); одна из восьми оригинальных песен, вышедших на альбоме Beatles for Sale. В США песня была выпущена на альбоме Beatles VI.

## Песня
Песня начинается с небольшого вступления, исполняемого ударными, что необычно для группы. За ним следует небольшая гитарная последовательность, повторяющаяся после каждого куплета. В отличие от большинства песен группы, данная композиция не содержит припевов. Ещё одной характерной особенностью песни является звонкая 12-струнная гитара, которая, согласно музыкальному критику Ричи Антербергеру, «звучит поразительно, подобно звучанию, которое стало восприниматься как типичное для Роджера Макгинна [соло-гитариста группы The Byrds], хотя „What You’re Doing“ была записана в конце 1964 года, за шесть месяцев до того, как The Byrds прославились благодаря композиции „Mr. Tambourine Man“».
Текст песни, как считается, посвящён отношениям Маккартни с Джейн Эшер. Несмотря на то, что как автор текстов Маккартни в целом был более оптимистичным, чем Леннон, в этой песне он выражает чувство одиночества и неуверенности в своих отношениях — данную тематику он позже разовьёт в более поздних своих песнях, таких как «I’m Looking Through You» и «You Won’t See Me» на альбоме Rubber Soul и «For No One» на альбоме Revolver.
В отношении формы довольно необычно использование Маккартни так называемых составных рифм, например (рифмы выделены курсивом): «Look what you’re doing, I’m feeling blue and lonely… You got me running, and there’s no fun in it…»).

## Запись песни
Запись песни заняла три дня. 29 сентября 1964 года было записано 7 дублей ритмической дорожки, на следующий день — 5 дублей; 26 октября было записано ещё 7 дублей, последний из которых стал основным, вошедшим в альбом. Песня стала последней композицией, записанной для альбома Beatles for Sale.
В записи участвовали:
- Пол Маккартни — основной вокал, бас-гитара
- Джон Леннон — подголоски, ритм-гитара
- Джордж Харрисон — подголоски, соло-гитара
- Ринго Старр — ударные
- Джордж Мартин — фортепиано